# حمص شائع

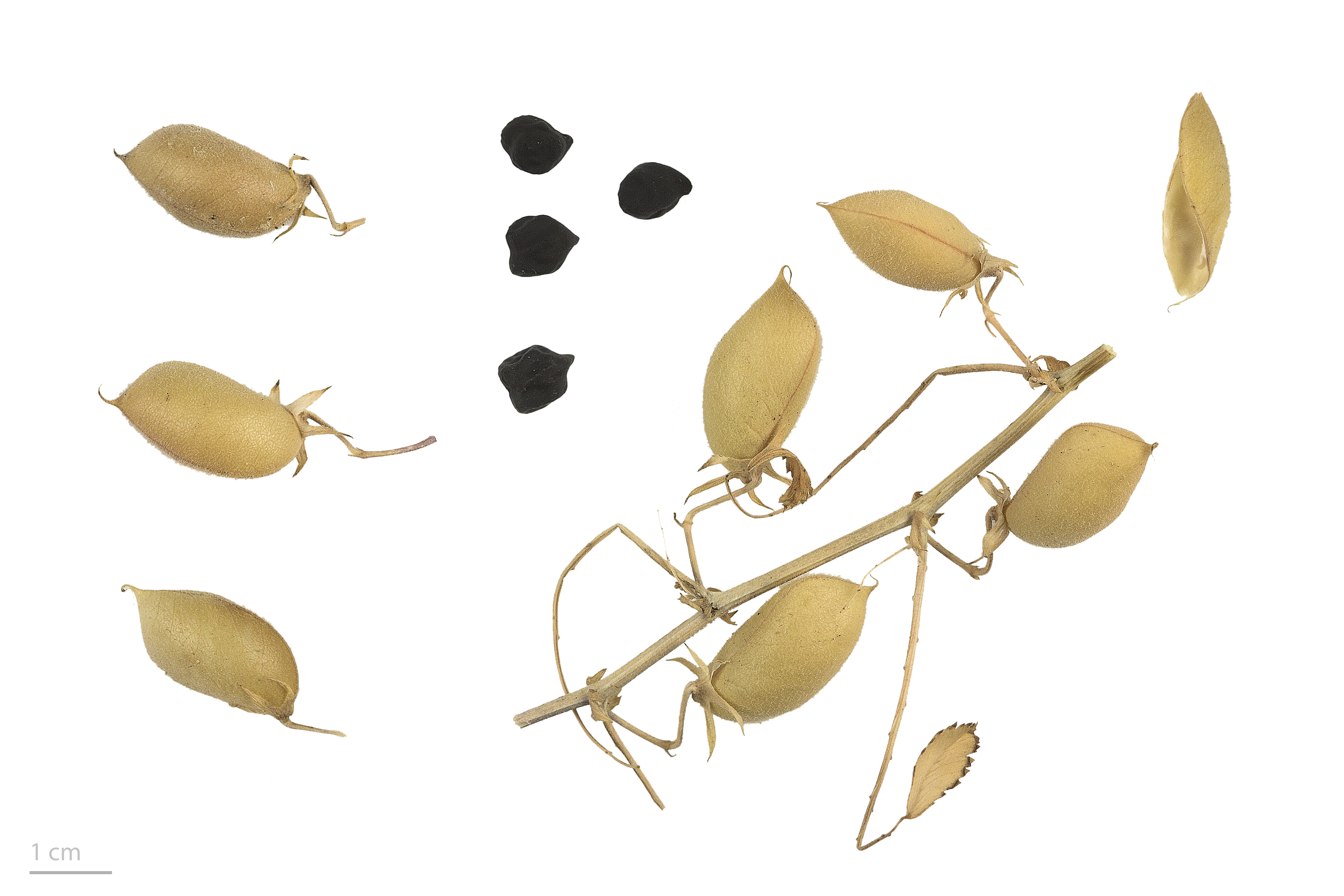
Cicer arietinum noir

الحمص أو الحمص الشائع أو الحمص الكبشي أو الحمص أو حمّص (الاسم العلمي: Cicer arietinum) هو نوع نباتي يتبع جنس الحمص من الفصيلة البقولية.
هذا النوع هو النوع الرئيسي المستخدم لإنتاج حبوب الحمص. يزرع في حوض البحر المتوسط ولا سيما إيطاليا وبلاد الشام وتركيا والمغرب العربي. يؤكل حبه نيئًا ومطبوخًا. هنالك مجموعتان رئيسيتان من أصناف الحمص الشائع:
- حمص دبسي: هو صغير الحجم ويزرع معظمه في أثيوبيا وإيران والمكسيك لونه قاتم وغلافه خشن.
- حمص كابولي: يعد أكبر حجما من الحمص الدبسي ينمو في أفغانستان وتشيلي وباكستان وجنوب أوروبا والمغرب العربي.
- حمص أسود (كالا شانا): يمتاز بلونه الداكن وينمو في شبه القارة الهندية.[11]

## القيمة الغذائية للحمص
يعتبر الحمص من المواد الغذائية الغنية بالبروتين حيث أنه يشبه الفول إلى حد كبير كما يعد بديلا للحم عند عدم توفره حيث يقال إذا غاب عنك الضآني (لحم الأغنام) فعليك بالحمصاني (بائع الحمص).
يحتوي كل 100غ من الحمّص الغير المطبوخ، بحسب وزارة الزراعة الأميركية على المعلومات الغذائية التالية:
- سعرات حرارية: 164
- دهون: 6.04
- كاربوهيدرات: 60.65
- ألياف: 17.4
- سكر: 17.70
- بروتينات: 19.30
- الكالسيوم 57 ملغرام
- حديد 4.31 ملغرام
- مغنيزيوم 79 ملغرام
- فوسفور 252 ملغرام
- بوتاسيوم، K 718 ملغرام
- صوديوم، Na 24 ملغرام
- زنك، Zn 2.76 ملغرام
- نحاس، Cu 0.656 ملغرام
- منغنيز، 21.3 ملغرام[12]

### فوائد الحمص فيالطب البديل
الحمص يمتاز بأن له أنواع كثيرة فمنه الأبيض والأحمر والأسود والكرسني ومنه البستاني والبري، وقد اطنب الأطباء العرب القدامى في الحديث عن فوائده حيث قال عنه ابن سينا أنه ينفع في سائر الأورام ودقيقه للقروح الخبيثة والحكة ومن وجع الرأس والأورام تحت الأذنين وطبخه نافع لليرقان والاستسقاء ويفتح سدد الكبد والطحال ويجب أن لا يؤكل في أول الطعام ولا في آخره بل يؤكل في وسطه وطبخ
النوع الأسود منه يفتت حصوة المثانة والكلى، وجميع أصنافه تخرج الجنين.[بحاجة لمصدر]
والحمص في الطب الحديث يستخدم مدراً للبول ومفتتاً للحصى ومسمنا ومنشطا للاعصاب والمخ وينصح بعمل شوربة بالحمص للأطفال من سن 4- 5 سنوات. والحمص حار رطبن يدر البول، ويجلو النمش ويحسن اللون أكلاً وطلاءً، وينفع من الأورام الحارة الصلبة ومن وجع الظهر ويصفي اللون والصوت أي البحوحة، وإذا طبخ الحمص في الماء مع الكمون والدار صيني والشبث سخن البدن البارد ويقطع الأخلاط الغليظة ويفتت الحصى في الكلى والحصى في المثانة.
يحتل الحمص مكانة مرموقة على موائدنا كما يحتلها على موائد جميع بلاد حوض البحر الأبيض المتوسط كطبق شعبي شائع فهو يؤكل مطبوخا ومسلوقا ومسحوقا ورغم صعوبة هضمه إلا أنه يمد الجسم بمواد ذات قيمة غذائية عالية وقد أثبت الباحثون، أن الحمص يحتوي على بروتين عالي الجودة بالمقارنة مع اللحوم، إضافة إلى مواد أخرى مضادة للأكسدة تساعد في منع الإصابة بأمراض القلب والسرطان.
وقال العلماء الذين اعتمدوا في بحوثهم على استخدام نباتات حمص مهجنة وليست معدلة وراثياٍ، أنها تحتوي على كميات جيدة من المواد التي يمكن أن تستخدمها شركات التجميل لتصنيع كريمات تمنع ظهور التجاعيد
كما يمكن استخدامه كبديل لحليب الأطفال، لأنه أقل إنتاجاً للمواد المسببة للحساسية مقارنة بفول الصويا الذي يستخدم بشكل شائع لهذا الغرض.
وقال الدكتور رام رايفين، كبير الباحثين، إن احتواء الغذاء اليومي على 50 - 60 غراماً من الأطعمة المحتوية على الحمص، كالمسبحة والفتّة والحمص بالزيت والفلافل والبليلة، وهي مأكولات رخيصة الثمن ولكنها ذات قيمة غذائية جيدة،
يساعد في الحصول على آثاره الإيجابية.
وحسب خبراء التغذية، فإن الحمص الجاف يحتوي على 14 4 في المائة من وزنه ماء و95 في المائة مواد دهنية، و24 في المائة مواد بروتينية، فضلا عن 2 4 في المائة مواد رمادية و5 48 في المائة مواد سيلولوزية. أما محتواه من الأملاح المعدنية فيتمثل في 219 ميللجراماً من الكبريت و350 ميللجراما من الفوسفور، و50 ميللجراما من الكلور، إضافة إلى 930 ميللجراما من البوتاسيوم و60 ميللجراما من الكالسيوم، و5 5 ميللجرامات من الحديد، لكل مائة جرام منه، ويزود الكوب الواحد منه بحوالي 80 سعراً حرارياً.
ويصنع من الحمص أيضا أحد أنواع التسالي والمكسرات الشائعة التي تعرف بالقضامة، التي يعتمد نوعها على طريقة تحميص حبوب الحمص بعد تجفيفها وتحتوي هذه القضامة على 18 في المائة من وزنها مواد بروتينية و5 في المائة مواد دهنية، ويزود النصف كوب منها بحوالي 80 سعراً حرارياً.

نباتات حمص تحمل ثماراً

## وصلات خارجية
طريقة عمل سلطة الحمص بالأفوكادو